# Sjömannen

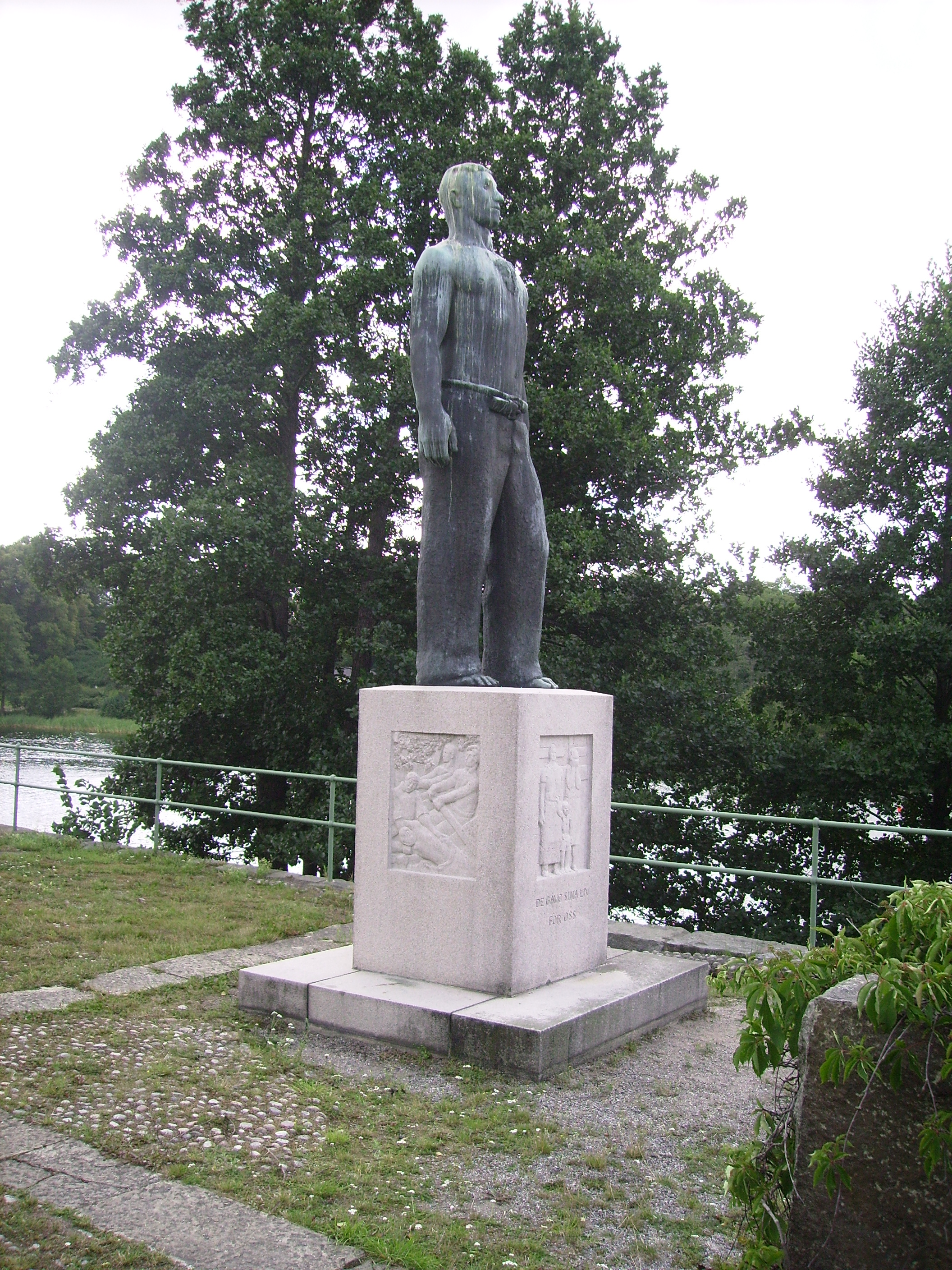
Sjömannen

Sjömannen är en bronsskulptur av Nils Sjögren vid Sjöhistoriska museet i Stockholm.
Den är rest 1953 på en granitsockel och avbildar en sjöman. På sockeln står: "De gåvo sina liv för oss". Sockeln har reliefer på alla fyra sidor.